# 下稲葉耕吉
下稲葉 耕吉（下稲葉 耕𠮷、しもいなば こうきち、1926年〈大正15年〉4月29日 - 2014年〈平成26年〉2月17日）は、日本の警察官僚、政治家。法務大臣（第64代）、警視総監（第73代）、参議院議員（2期、自由民主党）。位階は従三位。

## 来歴・人物
鹿児島県鹿児島市出身。同市山之口町生まれ。鹿児島県立第一鹿児島中学校 (旧制)、第七高等学校造士館 (旧制)を経て1948年東京大学法学部政治学科（旧制）卒業。
内務省に入省後、警察畑を進み、徳島県警察本部長、内閣総理大臣秘書官、警視庁警備部長 、警察庁長官官房長、大阪府警察本部長、内閣調査室長、警察庁次長、警視総監を歴任した。特に警視庁警備部長時代は70年安保闘争の時期にあたり、東大安田講堂事件などの指揮を執ったことで知られる。
1986年には参議院議員に転じ、文教委員長、議院運営委員長を歴任。1997年の第2次橋本改造内閣で法務大臣を務めた。約10ヶ月の法相在任中、3人の死刑囚の死刑執行を命令した。1998年の参議院選挙には立候補せず、政界を引退した。同年、秋の叙勲で勲一等瑞宝章受章。
晩年は、社団法人日本犬保存会の会長を務めた。
警視総監時に1度、参議院議員時にも1度、家に泥棒に入られている（総監の家には臨時のポリスボックスが設置される）。
ウルトラマンが好きで「正義を行えばただ単純に賞賛されるのはいいなぁ」とよく語っていた。
2014年2月17日午後1時31分、敗血症のため東京都中野区の東京警察病院で死去、87歳没。死没日をもって従三位に叙される。

## 年譜
- 1947年：内務省入省
- 1964年3月：徳島県警察本部長
- 1967年2月：内閣総理大臣秘書官（佐藤内閣）
- 1968年 - 1971年：警視庁警備部長 - 70年安保闘争など警備担当
- 1974年10月：警察庁長官官房長
- 1975年8月：大阪府警察本部長
- 1977年8月 - 1979年2月：内閣官房内閣調査室長
- 1981年 - 1982年：警察庁次長
- 1982年 - 1984年：警視総監
- 1986年7月：第14回参議院議員通常選挙比例区（自由民主党）で初当選
- 1992年7月：第16回参議院議員通常選挙比例区（自由民主党）で再選
- 1997年 - 1998年：法務大臣（第2次橋本改造内閣）